# 扇山秋人
扇山 秋仁（おうぎやま あきひと）は、日本のアニメーション美術監督である。スタジオ美峰所属。

## 主な美術監督作品

### テレビアニメ
- パズドラクロス（2016-2018年）美術監督
- パズドラ（2018年-）美術監督

### 劇場アニメ
- 映画 五等分の花嫁（2022年）美術監督